# Три богатыря. Ни дня без подвига 2
«Три богатыря́. Ни дня без подвига 2» — российский комедийный фэнтези-мультфильм во франшизе «Три богатыря», не входящий в основную нумерацию. Создан студией «Мельница» и кинокомпанией «СТВ».
Мультфильм также, как и предыдущий спецвыпуск является спецвыпуском трёх новых серий мультсериала «Три богатыря. Сериал». Его премьера состоялась в кинотеатрах 12 июня 2025 года..

## Сюжет
Сюжет разделён на три короткие истории, показывающиеся через картинку в книге в самом начале и два раза в середине мультфильма.

## В ролях
- Валерий Соловьёв — Добрыня Никитич
- Дмитрий Быковский — Илья Муромец
- Олег Куликович — Алёша Попович
- Сергей Маковецкий — Князь Киевский
- Дмитрий Высоцкий — Конь Юлий
- Анатолий Петров — Антип / Экзаменатор / Ганс
- Лия Медведева — Любава, жена Алёши
- Юлия Зоркина — Настасья Микулина
- Михаил Черняк — осëл Моисей /  мошенник / боярин
- Максим Сергеев — Курфюрст /  боярин / мошенник
- Илья Божко — боярин / мошенник
- Яков Культиасов — гонец / секретарь
- Константин Бронзит — Леонид
- Александр Боярский — Васильевич / мошенник / боярин
- Валерий Смекалов — Карлик мошенник

## Производство
История производства этого мультфильма такая же, как и у прошлой части. Изначально планировался мультсериал, состоящий из семи серий, но в последствии студия «Мельница» решила взять три готовые серии мультсериала и объединить их вместе, чтобы выпустить их в кинопрокат в виде спецвыпуска.
15 апреля 2025 года для «Ни дня без подвига 2» в сети был опубликован постер, который был схож с постером первой части. 20 мая того же года был выпущен трейлер мультфильма.

## Прокат
Премьера «Ни дня без подвига 2» состоялась 12 июня 2025 года. За первую неделю проката «Три богатыря. Ни дня без подвига 2» собрал 100 миллионов рублей.

## Критика
Катерина Гришина, писавшая свою рецензию для «Okkoлокино» выдала мультфильму три звезды из пяти.